# Iman Essa Jasim
Iman Essa Jasim, född 9 juli 1997, är en friidrottare från Bahrain. Hon deltog vid olympiska sommarspelen 2016.